# Mortroux
Mortroux là một xã thuộc tỉnh Creuse trong vùng Nouvelle-Aquitaine miền trung nước Pháp. Xã này nằm ở khu vực có độ cao trung bình 420 mét trên mực nước biển.

## Địa lý
Thị trấn có cự ly khoảng 14 dặm (23 km) về phía bắc Guéret tại giao lộ các tuyến đường D46, D56 và D56a.

## Dân số
| 1962                                                        | 1968 | 1975 | 1982 | 1990 | 1999 | 2005 |
| ----------------------------------------------------------- | ---- | ---- | ---- | ---- | ---- | ---- |
| 457                                                         | 484  | 420  | 384  | 331  | 318  | 327  |
| Số liệu điều tra dân số từ năm 1962 Dân số chỉ tính một lần |      |      |      |      |      |      |

## Địa điểm nổi bật
- Nhà thờ, từ thế kỷ 12.